# Rue Mazard
La rue Mazard est une rue du quartier d'Ainay située sur la presqu'île dans le 2e arrondissement de Lyon, en France.

## Situation et accès
La rue commence rue de la Charité pour se terminer quai du Docteur-Gailleton. C'est une voie en zone 30 à double-sens cyclable avec un stationnement des deux côtés. 

## Origine du nom
Étienne Mazard (1660-1736) est un négociant qui rapporte de Londres l'usage du poil de castor pour fabriquer des chapeaux. Il obtient un réel succès car il vend jusqu'à Pariset même à l'étranger puisqu'il expédie des caisses de marchandises à un armateur bordelais.
Lorsqu'il se retire des affaires, sa fortune est estimée à 560 000 livres. En 1735, il lègue à l'hôpital de la Charité de Lyon une somme de 150 000 francs pour doter, tous les ans, trente-trois jeunes filles pauvres.
En 1808, la rente est réduite d'un tiers, ce qui oblige à ne faire ce don que tous les trois ans.

## Histoire
La rue reçoit le nom de Mazard lors de sa création définitive en 1835.